# 扭庭荠
扭庭荠（学名：Alyssum tortuosum）为十字花科庭荠属的植物。分布在中国大陆的欧洲、西伯利亚等地，目前尚未由人工引种栽培。